# Złota (Łódź)
Pour les articles homonymes, voir Złota.
Złota est une localité polonaise de la gmina de Głuchów, située dans le powiat de Skierniewice en voïvodie de Łódź.